# 亞雷米夫卡 (哈爾科夫州)
49°5′9″N 37°27′18″E / 49.08583°N 37.45500°E
亞雷米夫卡（羅馬化：Yaremivka）是位於烏克蘭東部的村莊，由哈爾科夫州伊久姆區的奧斯基爾市鎮負責管轄。該村面積1.06平方公里，海拔高度86米，2001年人口338，人口密度每平方公里319.2人。